# Daniel Bautista
Daniel Bautista Rocha (El Salado, 4 agosto 1952) è un ex marciatore messicano, specializzato nei 20 km.

## Biografia
Ai Giochi della XXI Olimpiade vinse l'oro nei 20 km di marcia ottenendo un tempo migliore del tedesco Hans Reimann (medaglia d'argento) e del tedesco Peter Frenkel.

## Palmarès
| Anno | Manifestazione      | Sede              | Evento          | Risultato | Prestazione | Note            |
| ---- | ------------------- | ----------------- | --------------- | --------- | ----------- | --------------- |
| 1975 | Giochi panamericani | Città del Messico | 20 km di marcia | Oro       |             |                 |
| 1976 | Giochi olimpici     | Montréal          | 20 km di marcia | Oro       | 1h24'40"4   | Record olimpico |
| 1979 | Giochi panamericani | San Juan          | 20 km di marcia | Oro       |             |                 |